# Elói Correia Abreu
Elói Correia Abreu (Loulé, 1 de Dezembro de 1917 - Lagos, 1 de Janeiro de 2000), foi um comerciante e político português.

## Biografia

### Nascimento e educação
Nasceu no dia 1 de Dezembro de 1917, na Freguesia de São Sebastião do Concelho de Loulé; era filho de Manuel dos Santos Abreu e de Joana do Sacramento Abreu.
Antes de ter 3 anos de idade, deslocou-se, junto com os pais e irmãos, para Lagos; foi nesta cidade que cresceu, tendo frequentado o ensino liceal num colégio particular. Não pôde, no entanto, prosseguir os seus estudos, porque teve de auxiliar o seu pai, que tinha problemas com a gestão de um armazém.

### Carreira profissional e política
Em 1941, data em que já tinha casado e com um filho, empregou-se como Chefe de Conservação de Estradas em Silves, passando posteriormente para Lagos; em 1949, tornou-se prospector da Companhia de Diamantes de Angola. Em 1954, regressou a Lagos, onde tomou a gestão do Café Portugal.
Apesar da sua oposição pública ao Estado Novo, foi nomeado, nos finais de 1959, por José Ferreira Canelas, para ser vereador da Câmara Municipal de Lagos. A sua candidatura foi apoiada pelo presidente da câmara, o Dr. Clarinha, que o defendeu quando os apoiantes do Estado Novo atacaram a sua nomeação.
Permaneceu nesta função durante dois anos, até que foi promovido a Vice-presidente da Câmara Municipal, em substituição do Capitão Fragoso, que tinha sido recrutado para a Guerra Colonial Portuguesa, em Angola; exerceu esta posição até aos finais de 1963. Esta função, a tempo inteiro, e não remunerada, levou-o a descurar a sua ocupação comercial, com consequências económicas.
Nos princípios da década de 1970, foi novamente nomeado para vereador, pelo Dr. José Joaquim Figueiredo Luís, função que não podia recusar, porque ainda não tinha atingido os sessenta anos de idade; ocupou esta posição até à Revolução de 25 de Abril de 1974, quando perdeu o seu cargo político, junto com os restantes autarcas. Poucos dias depois, várias dezenas de lacobrigenses dirigiram-se à sua residência, para lhe pedir que tomasse o cargo de presidente da Comissão Administrativa da Câmara até à realização das próximas eleições; aceitou este pedido, mas cerca de um ano depois pediu a demissão, uma vez que os reduzidos recursos financeiros da autarquia se revelaram insuficientes para atender às necessidades. Voltou a dedicar-se às suas funções comerciais, tendo recusado todos os pedidos realizados por vários partidos políticos para se integrar nas suas listas; após a sua reforma, empregou-se como prestador de serviços na área dos seguros, e como avaliador de imobiliário na Repartição das Finanças de Lagos, posições que ocupou até à sua morte.

### Falecimento
Faleceu no dia 1 de Janeiro de 2000.

## Homenagens
Em 16 de Agosto de 2000, a Comissão Municipal de Toponímia aprovou a atribuição do seu nome a uma rua na Freguesia de Santa Maria, no Concelho de Lagos.